# Theodor Preising
Theodor Preising (Hildesheim, 3 de janeiro de 1883 - São Paulo, 24 de julho de 1962) foi um fotógrafo alemão, naturalizado brasileiro em 1941 e um dos pioneiros da fotografia artística aplicada em diferentes circuitos, incluindo a produção de cartões-postais no Brasil do começo do século XX.